# Karol Borhy
Karol Borhy (ur. 23 czerwca 1912 w Budapeszcie, zm. 9 stycznia 1997 w Łuczeńcu) – słowacki trener piłkarski, były selekcjoner reprezentacji Czechosłowacji.

## Kariera trenerska
W latach 1953–1954 Borhy był selekcjonerem reprezentacji Czechosłowacji, którą poprowadził na mistrzostwach świata w Szwajcarii. Był też trenerem takich klubów jak: Cervena Hviezda Bratysława, Slovan Bratysława i Jednota Trenčín. W 1959 roku doprowadził Slovan do wywalczenia mistrzostwa Czechosłowacji.